# Apistoloricaria
Apistoloricaria (Апістолорікарія) — рід риб групи Pseudohemiodon триби Loricariini з підродини Loricariinae родини Лорікарієві ряду сомоподібні. Має 4 види. Наукова назва походить від грецького слова apisto, тобто «невизначеність», та латинського слова lorica — «панцир».

## Опис
Загальна довжина представників цього роду коливається від 9,8 до 14,1 см. Голова сильно сплощена зверху. У самців губи вкриті короткими й товстими сосочками, у самиць — ниткоподібними виростами. Очі невеличкі. Тулуб сплощено з боків, наче стягнуто своєрідним «корсетом». Спинний плавець помірно подовжений. Грудні плавці доволі широкі. Черевні плавці добре розвинені, великі, використовуються для пересуванням дном.
Забарвлення темно-жовте, коричневе різних відтінків, часто з численними світлими плямочками.

## Спосіб життя
Є демерсальними рибами. Воліють до прісних водойм, насамперед річок. Зустрічаються на піщаних ґрунтах. Завдяки особливій будові плавці здатні пересуватися, наче «ходити» дном. Живляться дрібними живими організмами.
Самиця відкладає ікру, яка кріпиться на нижній губі самця або на його черевні. Він піклується про цю кладку до появи мальків.

## Розповсюдження
Мешкають у басейнах річок Амазонка, Мета, Оріноко, Мараньйон, Напо.

## Види
- Apistoloricaria condei
- Apistoloricaria laani
- Apistoloricaria listrorhinos
- Apistoloricaria ommation